# Gogo Nushi
Gogo Nushi (Vuno, 1913. december 15. – Tirana, 1970. december 4.) albán kommunista politikus. Az albániai államkommunizmus korai évtizedeiben az Albán Kommunista Párt és utódszervezete szűkebb vezetéséhez tartozott, politikusi pályafutása során volt kereskedelmi (1947–1948), ipari (1948–1949), kereskedelmi és közlekedési (1953–1954) miniszter, a minisztertanács elnökhelyettese (1951–1953, 1956–1958), a nemzetgyűlés elnöke (1954–1956) és szakszervezeti vezető (1949–1951, 1958–1970).

## Életútja
Családja gyermekkorában kivándorolt, 1928-tól a franciaországi Lyonban éltek. Nushi tanulmányait követően gyári munkásként dolgozott, 1935-ben belépett a Francia Kommunista Pártba, és albán nyelvű emigráns folyóiratot szerkesztett. 1940-ben tért haza Albániába, ahol részt vett az Albán Kommunista Párt 1941. novemberi megalakításában, majd a Tirana környéki partizánalakulatok megszállók elleni küzdelmeiben. 1944 májusában a Përmetben megalakult ideiglenes törvényhozó szerv, a Nemzeti Felszabadítási Főtanács tagja lett. Franciaországi mozgalmi tapasztalatainak köszönhetően kitűnt szervezői képességeivel, jelentős mértékben hozzájárult ahhoz, hogy munkások és fiatalok tömegei csatlakoztak a kommunista párthoz.
A háború lezárultával, a kommunista hatalomátvételt követően az 1945. március 15-én felállított ideiglenes kormány kereskedelmi biztosa volt, valamint tagja lett az 1946. március 25-én megalakult új albán nemzetgyűlésnek (haláláig a parlament képviselője maradt). 1947. január 31-étől 1948. október 1-jéig a kereskedelmi, 1948. november 23-ától 1949. október 29-éig az ipari tárcát vezette, majd 1949-től 1951-ig a szakszervezetek vezetője volt. 1951. szeptember 6-ától 1953. július 31-éig a minisztertanács elnökhelyetteseinek egyike volt. Ezt követően 1953. augusztus 1-jétől 1954. július 19-éig kereskedelmi és közlekedési miniszterként tevékenykedett, 1954 júliusa és 1956 között pedig a nemzetgyűlés elnöki feladatait látta el. 1956. június 4-e és 1958. június 3-a között ismét a minisztertanács egyik elnökhelyettese volt. 1958-tól haláláig újból a szakszervezeti mozgalmat irányította, e minőségében 1960 nyarán részt vett a Szakszervezeti Világszövetség pekingi konferenciáján, 1962-től pedig a nemzetgyűlés alelnöke is volt. 1966-ban a berati pártszervezet első titkári teendőit is ellátta.
1948-tól tagja volt az állampárt politikai és központi bizottságának egyaránt, az 1950-es évek közepéig – Enver Hoxha, Mehmet Shehu, Hysni Kapo és Spiro Koleka után – a párthierarchia ötödik legmagasabb rangú funkcionáriusának számított, ezt követően azonban fokozatosan hátrébb sorolódott a ranglistán. Azon kevés kommunista vezetők közé tartozott, akik alapításától a párt vezető tagjai voltak, és természetes halállal vesztették életüket.
Szülőfalujában, az Albán-Riviérán fekvő Vuno faluban a demokratikus rendszerváltozásig az ő és a kommunista mozgalomban szintén részt vett fivére, Kosma Nushi életét bemutató emlékmúzeum állt.